# Ophir (Colorado)
Ophir é uma cidade  localizada no estado americano de Colorado, no Condado de San Miguel.

## Demografia
Segundo o censo americano de 2000, a sua população era de 113 habitantes.
Em 2006, foi estimada uma população de 124, um aumento de 11 (9.7%).

## Geografia
De acordo com o United States Census Bureau tem uma área de
0,4 km², dos quais 0,4 km² cobertos por terra e 0,0 km² cobertos por água. Ophir localiza-se a aproximadamente 2955 m acima do nível do mar.

## Localidades na vizinhança
O diagrama seguinte representa as localidades num raio de 32 km ao redor de Ophir.